# Нереїда (супутник)
Нереїда (англ. Nereid, дав.-гр. Νηρεΐς) — супутник Нептуна, відкритий 1 травня 1949 Джерардом Койпером. Діаметр Нереїди 340 км, це третій за величиною супутник Нептуна. Її орбіта має один з найбільших ексцентриситетів серед супутників Сонячної системи (0,75), її відстань до Нептуна коливається від 1,4 млн км до 9,6 млн км (в середньому 5,5 млн кілометрів). Період обертання навколо своєї осі — 11,5 години. «Вояджер-2» у 1989 році визначив діаметр Нереїди — 340 км і її відбивну здатність — 12 %. Маса супутника становить 3,1× 1019 кг. Високий ексцентриситет орбіти говорить про те, що супутник, можливо, є астероїдом, захопленим Нептуном, або об'єктом поясу Койпера. Довгий час Нереїда вважалася найвіддаленішим супутником Нептуна.
У 1989 році повз Нептуна на відстані 4,7 млн км пролітав зонд Вояджер-2. На такій великій відстані отримати докладні знімки Нереїди не вдалося. Нереїда залишається одним з наймаловивченіших супутників Нептуна.
Супутник названий на честь нереїд — морських німф давньогрецької міфології.